# Ikarus 526

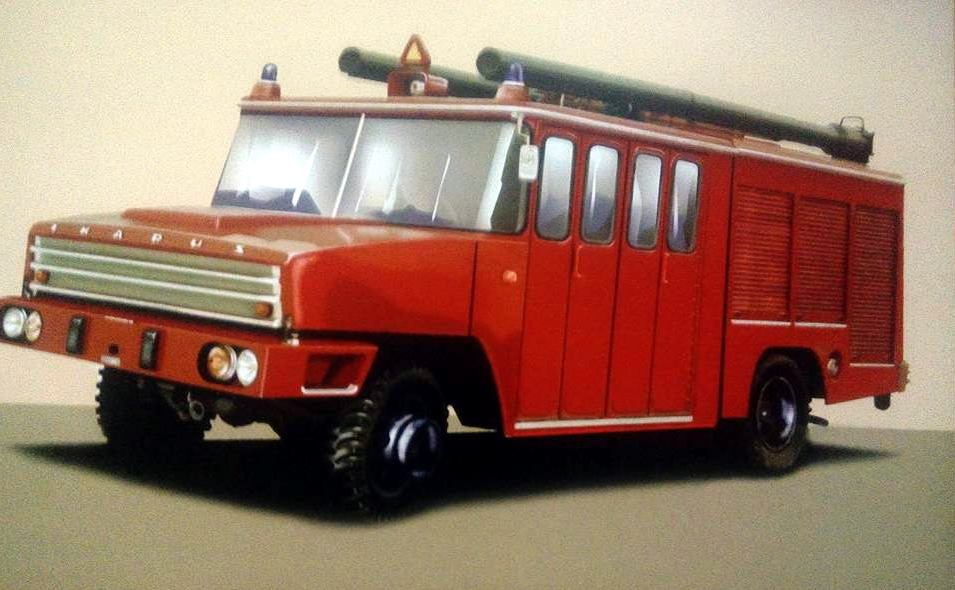

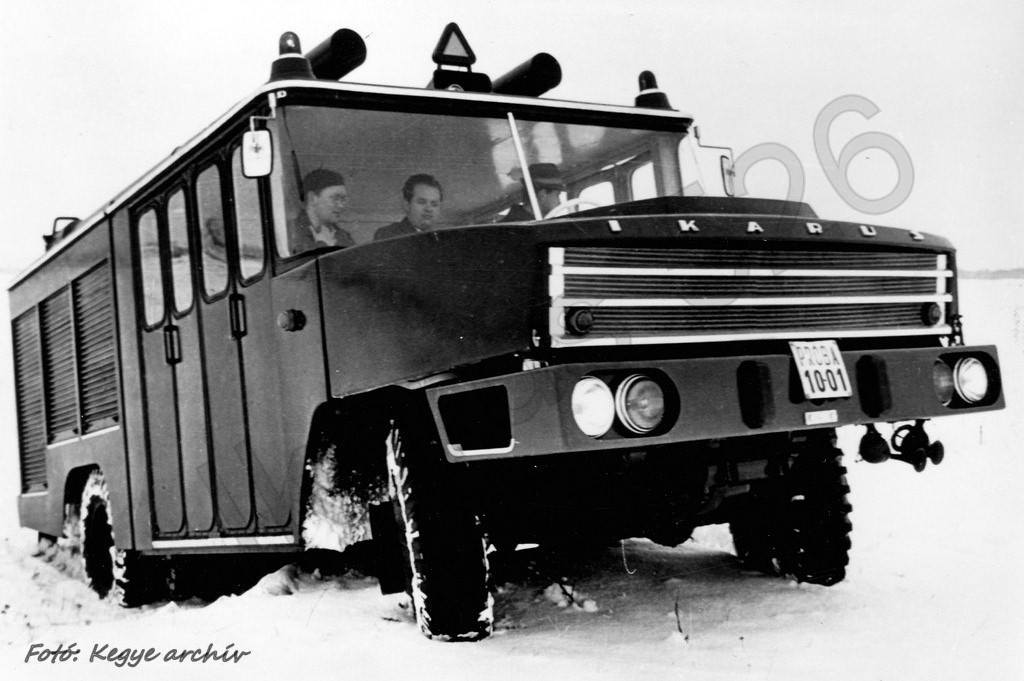
A téli terep próbán a kocsi kormányánál Verő László irányító tervező

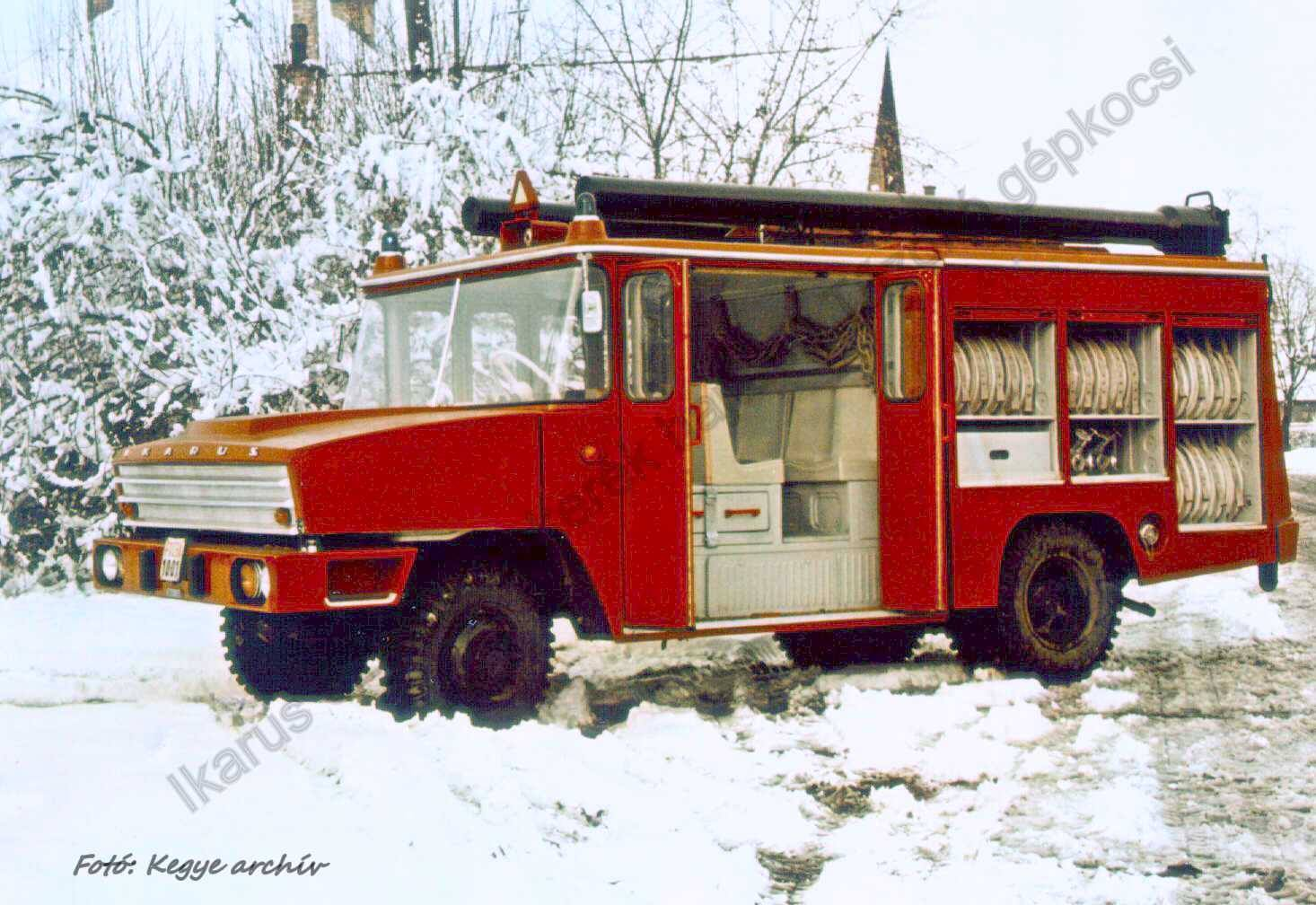

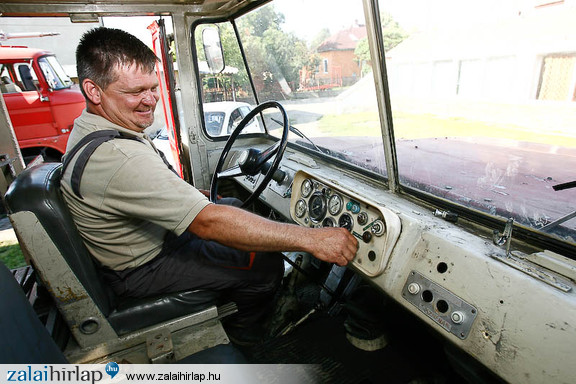
Tislerics Antal a vezetőülésben

Az Ikarus 526 az Ikarus Karosszéria- és Járműgyár összkerékhajtású, a Csepel Autógyár D346 alapú félkész, járóképtelen (ládában szállított) alvázára épített gépkocsija volt. A forma terve Finta Lászlótól, az Ikarus formatervezőjétől származik, a gépkocsi vezető tervezője Verő László, a székesfehérvári gyár gépészmérnöke volt. A járműből a székesfehérvári gyár 125 darabot gyártott. A gépkocsi 10 fő teljes felszerelésű tűzoltót és 2000 liter oltóvizet szállíthatott. A fecskendő nyomását a MÁVAG centrifugál-szivattyúja biztosította és bármilyen élő vízből vételezhetett vizet. A karosszérián kívül és belül ~ 40 db különféle üvegszálas poliészter elem volt szerelve. Nem volt benne szervokormány, légfékrendszer és mechanikus rögzítőfék jellemezte az 526-ost. Különlegessége, hogy gázsugaras légtelenítővel szerelték fel, azaz a kipufogórendszert összekapcsolták a szivattyúval, így a motorból kiáramló kipufogógáz magával tudja rántani a szivattyúban maradt levegőt is. A jármű alvázszáma a akkumulátor mellett  alvázon található.